# 林 (小牧市)
林（はやし）は、愛知県小牧市の地名。

## 地理
小牧市北部に位置する。東は野口、西は池之内、南は篠岡、北は犬山市に接する。

### 河川・池沼
- 大山川
- 平野池
- 鳥坂中池

### 交通
- 愛知県道178号明知小牧線
- 愛知県道195号荒井大草線

### 施設
- 余語神社
- 祥雲寺
- 名北ゼンヌ幼稚園
- 河村商事小牧リサイクルセンター
- 旭産業小牧工場

## 歴史

### 沿革
- 江戸時代 - 尾張藩領水野代官所支配の尾張国春日井郡林村として所在[2]。
- 宝暦7年 - 尾関直八により、瓦製造が開始される[3]。
- 1880年（明治13年） - 東春日井郡林村となる[3]。
- 1889年（明治22年） - 池林村大字林となる[3]。
- 1906年（明治39年） - 篠岡村大字林となる[3]。
- 1955年（昭和30年） - 小牧市大字林となる[3]。
- 1979年（昭和54年） - 一部が篠岡に編入される[3]。

### 人口の変遷
国勢調査による人口および世帯数の推移。
| 1995年（平成7年）  | 272世帯 997人  |  |
| 2000年（平成12年） | 290世帯 988人  |  |
| 2005年（平成17年） | 312世帯 985人  |  |
| 2010年（平成22年） | 367世帯 1136人 |  |
| 2015年（平成27年） | 382世帯 1111人 |  |
| 2020年（令和2年）  | 395世帯 1087人 |  |

### WEB
1. 1 2  総務省統計局 (2022年2月10日). “令和2年国勢調査の調査結果(e-Stat) - 男女別人口，外国人人口及び世帯数－町丁・字等” (CSV). 2023年8月2日閲覧。
2. ↑  “愛知県小牧市の町丁・字一覧”.   人口統計ラボ. 2023年11月2日閲覧。
3. ↑  “読み仮名データの促音・拗音を小書きで表記するもの(zip形式) 愛知県” (zip).   日本郵便 (2024年2月29日). 2024年3月26日閲覧。
4. ↑  “市外局番の一覧” (PDF).   総務省 (2022年3月1日). 2022年3月22日閲覧。
5. ↑  “ナンバープレートについて”.   一般社団法人愛知県自動車会議所. 2024年1月21日閲覧。
6. ↑  総務省統計局 (2014年3月28日). “平成7年国勢調査の調査結果(e-Stat) - 男女別人口及び世帯数 －町丁・字等” (CSV). 2021年7月20日閲覧。
7. ↑  総務省統計局 (2014年5月30日). “平成12年国勢調査の調査結果(e-Stat) - 男女別人口及び世帯数 －町丁・字等” (CSV). 2021年7月20日閲覧。
8. ↑  総務省統計局 (2014年6月27日). “平成17年国勢調査の調査結果(e-Stat) - 男女別人口及び世帯数 －町丁・字等” (CSV). 2021年7月21日閲覧。
9. ↑  総務省統計局 (2012年1月20日). “平成22年国勢調査の調査結果(e-Stat) - 男女別人口及び世帯数 －町丁・字等” (CSV). 2021年7月21日閲覧。
10. ↑  総務省統計局 (2017年1月27日). “平成27年国勢調査の調査結果(e-Stat) - 男女別人口及び世帯数 －町丁・字等” (CSV). 2021年7月21日閲覧。

### 書籍
1. 1 2  「角川日本地名大辞典」編纂委員会 1989, p. 1682.
2. ↑  「角川日本地名大辞典」編纂委員会 1989, p. 1092.
3. 1 2 3 4 5 6  「角川日本地名大辞典」編纂委員会 1989, p. 1093.